# 日常語言哲學
日常語言哲學（Ordinary language philosophy），指對於日常用語的深入分析，是語言哲學及分析哲學的主要分支之一。主要受到后期维特根斯坦思想的影响。分为剑桥学派和牛津学派两大派别。剑桥学派始于20世纪30年代中叶，以剑桥大学为中心，主要代表人物是约翰·威斯顿。牛津学派形成于40年代，50年代发展到高峰，它以牛津大学为中心。牛津学派更注重理论的建树, 因而影响更大。
日常語言哲學著重研究如何通過分析日常語言解消(Dissolve)哲學問題（而不盡然是解決問題）。日常語言哲學將自然語言視為具有伸縮性、有規律性制的表達方式來研究。與日常語言哲學相對的概念是邏輯實證論，後者的目標是希望把語言約化為可以做嚴格考察的對象語言，從而使之擺脫形上學的影響。
日常語言哲學在在社會哲學方法方面，也具有相當意義，例如談話分析和俗民方法學就是受了日常語言哲學的影響。

## 代表人物

### 剑桥学派
- 约翰·威斯顿（英语：John Wisdom）

### 牛津学派
- 吉尔伯特·赖尔
- 約翰·朗肖·奧斯丁
- 彼得·弗雷德里克·斯特劳森
- F.韦斯曼
- 保罗·格莱斯
- 赫伯特·哈特